# Caramulo
Caramulo, ou Vila do Caramulo, é uma vila portuguesa com cerca de 1000 habitantes localizada na freguesia de Guardão, do Município de Tondela.
Como o nome indica, situa-se na Serra do Caramulo, serra que administrativamente pertence aos distritos de Aveiro (parte ocidental) e Viseu (parte oriental).
Caramulo é uma vila portuguesa que nasceu da construção, no século XX, da Estância Sanatorial do Caramulo, próximo da aldeia Paredes do Guardão já existente. 
O Caramulo como estância sanatorial foi criado em 1921, por Jerónimo de Lacerda, e foi a primeira povoação do país a dispor de saneamento básico e eletricidade. Nasceu para tratar de tuberculosos, mas com a progressiva erradicação da doença e os novos tratamentos, a estância foi desativada e aos poucos foram sendo encerrados e abandonados os 20 sanatórios que acolhiam doentes de todo o país. Um deles, aproveitado há mais de 20 anos, serve agora as instalações do Hotel do Caramulo.
Também anteriormente tinha uma Pousada Nacional de turismo, que agora está fechada.
Foi elevada à categoria de vila em 1 de Fevereiro de 1988.

## Património
- Museu do Caramulo, Caramulo
- Pelourinho, Janardo
- Calçada Romana, Guardão
- Igreja Matriz - traça Romana, Guardão
- Castro de São Bartolomeu
- Trilho romano, Jueus

## Associações
- Confraria Gastronómica do Cabrito e da Serra do Caramulo
- CDRSC - Clube Desportivo e Recreativo da Serra do Caramulo
- Associação de Caçadores da Serra do Caramulo
- Grupo Dramático "Os Modestos"
- Núcleo Sportinguista da Serra do Caramulo
- Associação Desportiva, Social, Recreativa e Cultural dos Jueus
- Associação Juvenil Montanha de Burel - Caselho do Guardão
- IPSS - Associação de Apoio à Infância do Caramulo
- IPSS - Associação de solidariedade Social do Caselho do Guardão
- CEISCaramulo - Centro de Estudos e Interpretação da Serra do Caramulo

## Atividades
- Caramulo Motorfestival - 1.º Fim de semana de Setembro
- Festa da Ascenção, Quinta feira de Ascenção
- Parapente
- Rampa do Caramulo

- Semana Gastronómica do Cabrito e da Serra do Caramulo, Junho
- Feira de Produtos Regionais da Serra do Caramulo, Junho

### Percursos Pedestres
- Rota das Cruzes |
- Rota dos Caleiros |
- Rota dos Laranjais |
- Rota do Linho |
- Rota de Santiago |